# José Murgia
José Humberto Murgia Zannier (Cochabamba, 11 de enero de 1937) es un ingeniero sanitario y político peruano. Fue alcalde de la provincia de Trujillo por cinco periodos consecutivos entre 1990 y 2006, Presidente Regional de La Libertad por dos periodos entre 2006 y 2014 y Ministro de Transportes y Comunicaciones entre 1985 y 1987 durante el primer gobierno de Alan García.

## Biografía
Nació en Cochabamba, Bolivia, hijo de don Joaquín Murgia Mengarda, oriundo de la provincia liberteña de Chocope y la dama boliviana Ada Zannier Fabricci, la cual es descendiente de Túpac Amaru II. Llegó a vivir en Trujillo a la edad de 6 años. Cursó sus estudios primarios y secundarios en el Colegio Seminario San Carlos y San Marcelo en la ciudad de Trujillo. Entre 1956 y 1960 cursó estudios superiores de ingeniería sanitaria en la Universidad Nacional de Ingeniería (UNI) en la ciudad de Lima. Luego culminó una maestría en Planificación Urbana y Regional en el Instituto de Tecnología de Georgia.

## Vida política
Es miembro del Partido Aprista Peruano.

### Ministro de Transportes y Comunicaciones (1985-1987)
El 28 de julio de 1985, fue nombrado Ministro de Transportes y Comunicaciones durante el Primer Gobierno de Alan García. Renunció al cargo el 27 de junio de 1987.

### Alcalde Provincial de Trujillo (1990-2006)
Fue alcalde provincial de Trujillo desde 1990 y reelecto por cinco periodos consecutivos. En las elecciones generales de 2001 postuló a la Primera Vicepresidencia de la plancha de Alan García.
Participó en las elecciones regionales del 2006 como candidato aprista a la presidencia del Gobierno Regional de La Libertad siendo reelegido en las elecciones regionales del 2010.
En las elecciones regionales del 2014 tentó su segunda reelección pero fue derrotado por el candidato César Acuña del partido Alianza para el Progreso.
Durante su mandato se aprobó el Plan Estratégico de Desarrollo Integral Sostenible y el Plan de Desarrollo Metropolitano de Trujillo, el Plan Vial, Plan de Zonificación, Plan de Gestión del Centro Histórico, los planes directores de localidades distritales, planes de nuevos asentamientos humanos, lo que permitió considerar a Trujillo como una ciudad urbanísticamente planeada.[cita requerida]. También se han realizado obras emblemáticas como el óvalo Papal, óvalo Mochica y la cochera municipal [cita requerida].